# 3, 2, 1... contacto
3, 2, 1...contacto fue un programa de televisión español infantojuvenil de divulgación científica emitido por Televisión Española, bajo el formato del programa de televisión estadounidense 3-2-1 Contact.

## Formato
El programa contó con dos etapas diferenciadas:
- 1ª Etapa: 
  - Fechas de emisión:entre el 15 de febrero de 1982 y el 20 de julio de 1983.
  - Presentado por Sonia Martínez (a partir de mediados de abril de 1983 sustituida por Esther Poveda), Luis Bollain, Fernando Rueda y Marifé Rodríguez.
  - Realización: Pedro Turbica, Agustín Navarro, Fernando Anguita.
  - Guiones: Felipe Santiuste y Carlos Arribas.[1]
  - Contenido: Emitido diariamente de lunes a miércoles, cada semana se intentaba acercar a los adolescentes de entre diez y catorce años distintos aspectos de la ciencia, la física, la química o la tecnología, con experimentos realizados en el plató (que representaba ser una buhardilla compartida) por los presentadores y el invitado especial, un personaje conocido, distinto cada semana.[2]

- 2ª Etapa: 
  - Fechas de emisión: entre el 27 de octubre de 1990 y el 20 de julio de 1992.
  - Presentado por Silvia Ruiz y Juan Carlos Rubio.
  - Realización: Mauricio Romero.
  - Contenido: Se continúa con la divulgación de los principios de la ciencia y la tecnología, pero se abandona el plató y se emiten reportajes rodados desde escenarios naturales de los cinco continentes. Pasa a emitirse los sábados en horario matinal.[3]